# Gelappte Melde
Die Gelappte Melde (Atriplex laciniata), auch Gelapptblättrige Melde genannt, ist eine Pflanzenart aus der Gattung der Melden (Atriplex) innerhalb der Familie der Fuchsschwanzgewächse (Amaranthaceae).

## Beschreibung und Ökologie

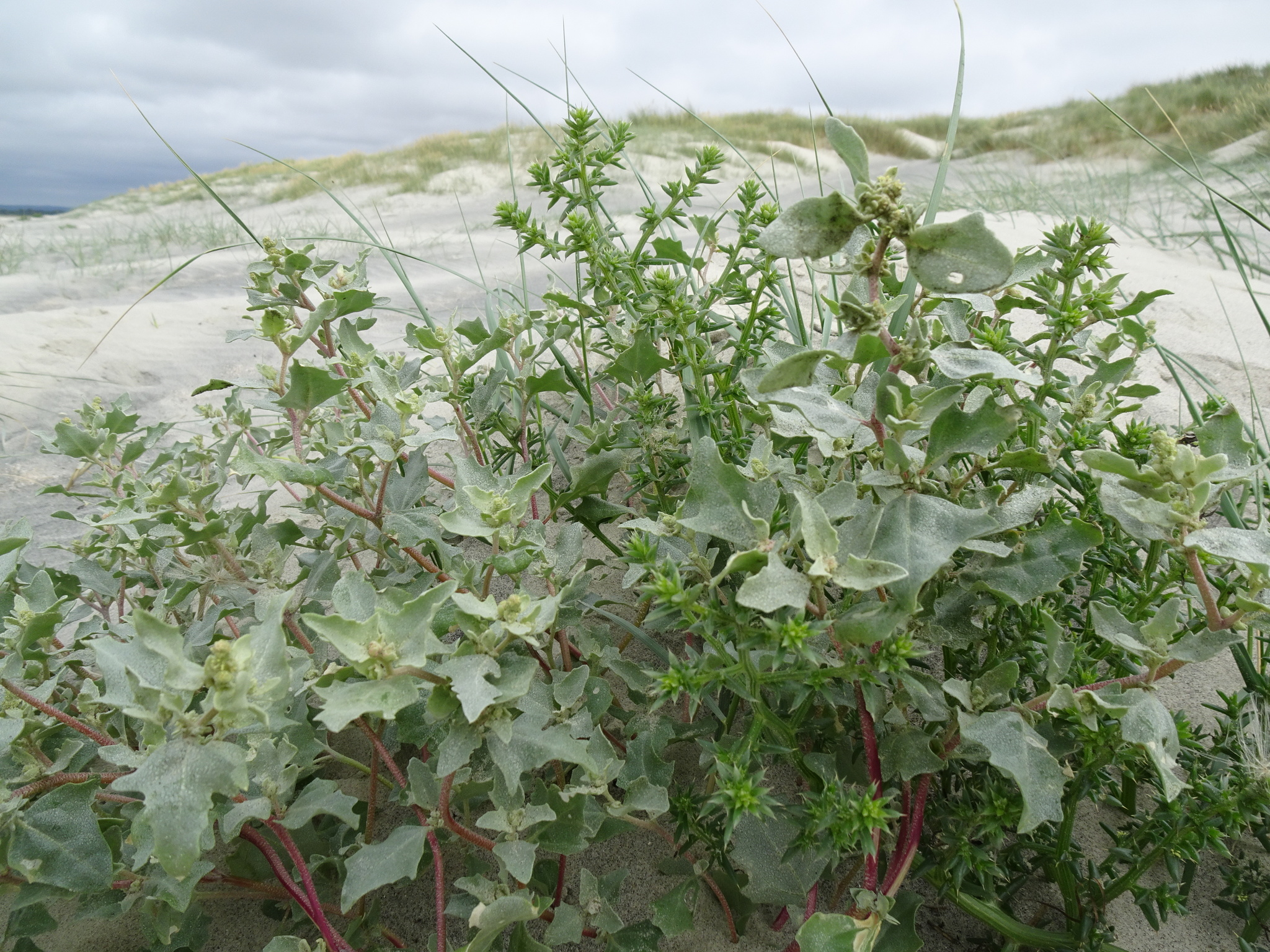
Habitus

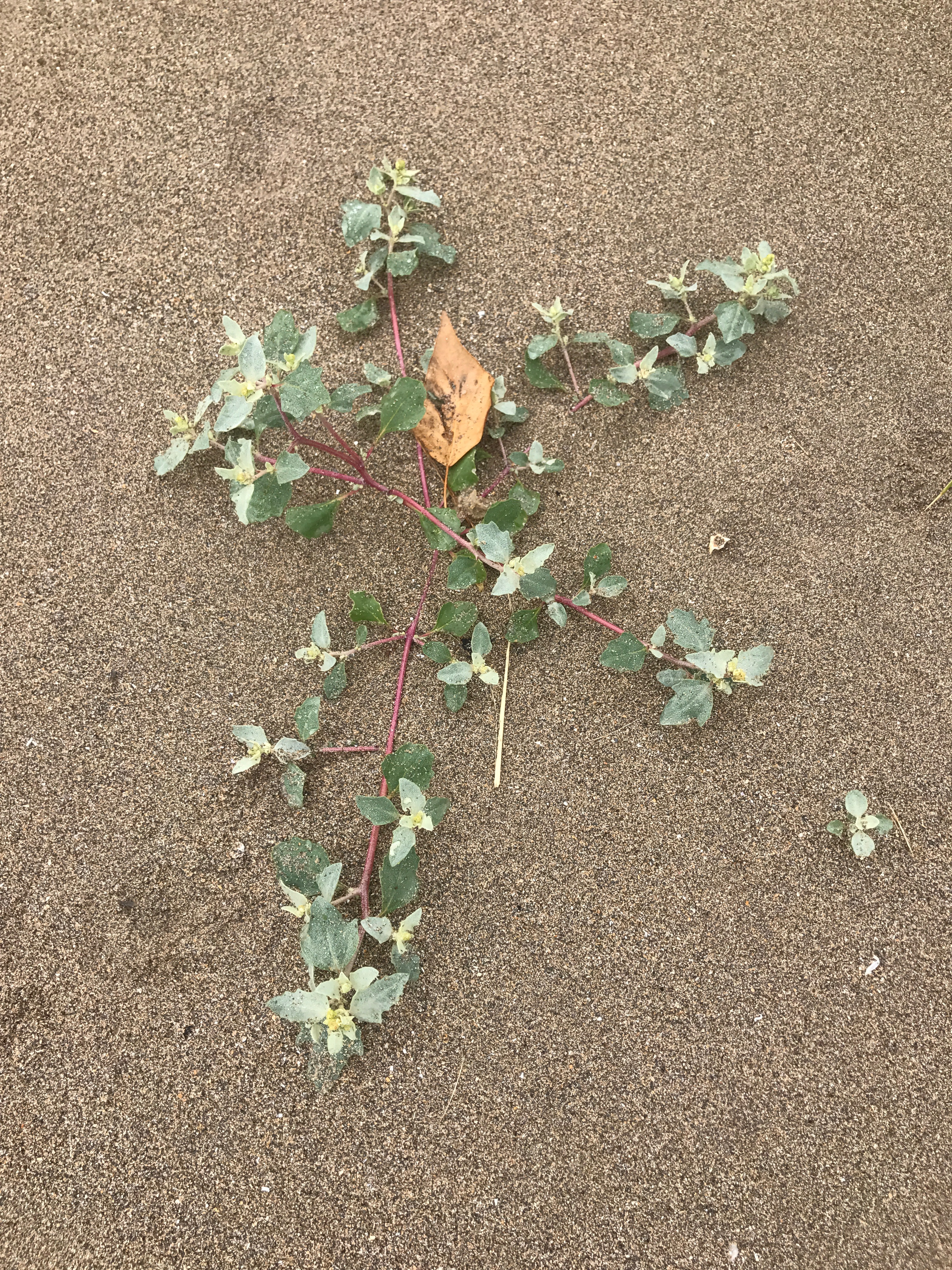
Habitus am Standort

### Vegetative Merkmale
Die Gelappte Melde ist eine einjährige krautige Pflanze mit weißlich-silbriger Oberfläche. Ihr niederliegender (bis aufsteigender) Stängel ist bei einer Länge von meist 20 bis 30, selten bis zu 60 Zentimetern stark verzweigt mit glatten oder leicht kantigen rötlich-gelblichen Zweigen.
Die Laubblätter sind (mit Ausnahme der untersten) wechselständig am Stängel angeordnet. Die beidseitig bemehlte Blattspreite ist bei einer Länge von 1,5 bis 5 Zentimetern rhombisch bis eiförmig und buchtig gezähnt, bei den oberen Blättern auch länglich und fast ganzrandig. An ihrer Basis verschmälern sich die Blattspreiten keilförmig zu einem kurzen Blattstiel.

### Blütenstand und Blüte
In seitlichen oder endständigen, kurzen, ährigen Blütenständen stehen die Blüten in Knäueln in der Achsel von Tragblättern. Die Gelappte Melde ist einhäusig getrenntgeschlechtig (monözisch). Die weiblichen Blüten werden von zwei breit-rhombischen Vorblättern umhüllt, Blütenhüllblätter sind nicht vorhanden, sie enthalten nur einen vertikalen Fruchtknoten. Die männlichen Blüten stehen in kurzen endständigen Blütenständen; die weiblichen Blüten in blattachselständigen Blütenständen.
Die Blütezeit der Gelappten Melde reicht in Deutschland von Juli bis September. Die Bestäubung erfolgt in der Regel durch den Wind, ist aber auch durch Insekten möglich.

### Frucht und Samen
Die vertikale Frucht wird von den weißlich-grünen, bis zur Hälfte miteinander verwachsenen Vorblättern umhüllt, die in der unteren Hälfte knorpelig verhärten. Bei einer Länge von meist 6 bis 7, selten bis zu 10 Millimetern sind sie breit-rhombisch, meist breiter als lang, mehr oder weniger dreilappig, am Rand glatt oder unregelmäßig gezähnt. Auf der Fläche tragen sie oft große Anhängsel. Es gibt nur einen Typ von Samen, welcher hell-braun ist und einen Durchmesser von 3,5 bis 4 Millimetern aufweist.

### Chromosomenzahl
Die Chromosomenzahl beträgt 2n = 18.

### Photosyntheseweg
Die Gelappte Melde ist eine C4-Pflanze mit Kranzanatomie.

## Vorkommen und Gefährdung
Die gelappte Melde ist in West- und Nordwesteuropa heimisch. Diese atlantische Art kommt von Spanien über Frankreich, Großbritannien, Irland, Belgien, die Niederlande, Deutschland, Dänemark bis nach Norwegen und Schweden vor. Auch an der Nordostküste von Nordamerika wird sie als Neophyt selten gefunden.
Sie besiedelt die Küsten und wächst auf Sand, in Salzpflanzenfluren und an Spülsäumen. Sie ist eine Zeigerpflanze für volle Besonnung und überschwemmten, ausgesprochen stickstoffreichen Boden. Im System der Pflanzensoziologie ist sie eine Kennart der Assoziation Beto-Atriplicetum sabulosae aus dem Verband Salsolo-Honkenyion pepliodis.
In Deutschland ist diese einheimische Art „vom Aussterben bedroht“ (Rote Liste gefährdeter Arten 1), da ihre Lebensräume durch Eindeichungen und Maßnahmen zum Küstenschutz immer seltener werden. In Schleswig-Holstein ist sie „vom Aussterben bedroht“, in Niedersachsen und Bremen gilt sie bereits als ausgestorben.

## Systematik
Die Gelappte Melde (Atriplex laciniata) zählt innerhalb der Gattung Atriplex zur C4-Atriplex-Clade. Mit mehreren nah verwandten Arten wird sie zum Atriplex tatarica-Aggregat zusammengefasst.
Die Erstveröffentlichung von Atriplex laciniata erfolgte 1753 durch Carl von Linné in Species Plantarum, Tomus II, S. 1053.
Synonyme für Atriplex laciniata L. sind  unter anderem Atriplex arenaria J.Woods, Atriplex maritima L., Atriplex sabulosa Rouy.